# Noranta-quatre
El noranta-quatre és un nombre natural que segueix el noranta-tres i precedeix el noranta-cinc. S'escriu 94 o XCIV segons el sistema de numeració emprat.

## En altres dominis
- És el nombre atòmic del plutoni.
- Designa l'any 94 i el 94 aC.
- És el codi telefònic internacional de Sri Lanka.
- És el sisè nombre de Smith.[1]
- És un nombre d'Erdős-Woods.[2]